# Konstantin Stibitz

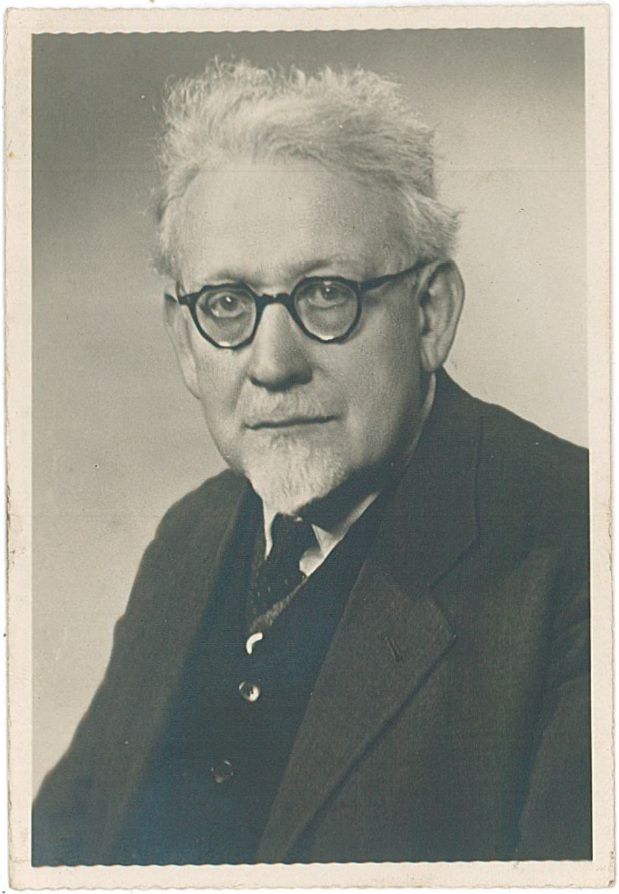
Konstantin Stibitz

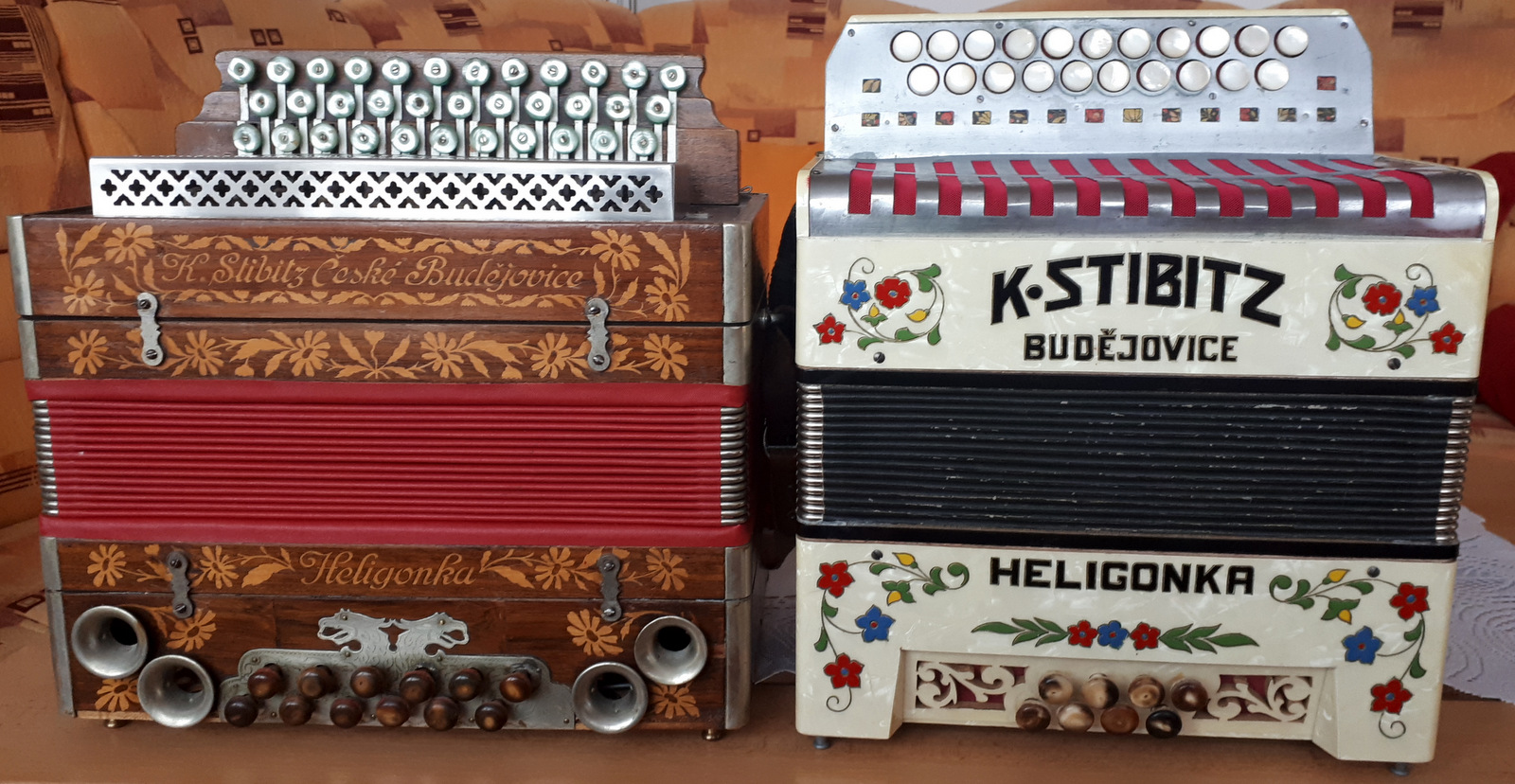
Heligonky Stibitz – vyrobeny 1920 a 1943

Konstantin Stibitz (původním jménem Štibic, 10. 2. 1885 v Mladé Vožici u Tábora – 2. 2. 1964 v Českých Budějovicích) byl významný a úspěšný českobudějovický výrobce harmonik, zvláště pak oblíbených „českých heligonek“. Stovky kusů heligonek z produkce jeho dílny se prosadily v českých zemích a na Slovensku. Prokazatelně však i ve Spojených státech severoamerických, v Jižní Americe, ve Francii, Belgii, Polsku, Německu, Jugoslávii, Rumunsku, v Kanadě, v Tunisu. Obdržel „Zlatou medaili z Krajinské výstavy Českomoravské Vysočiny v Jindřichově Hradci 1925“, „Vyznamenání za zásluhy“ a „mnoho vyznamenání z výstav“. Jeho heligonky byly „světoznámé“ a měl „sta pochvalných uznání a dobrozdání“.

## Život a vyučení
Narodil se jako syn Františka Štibice a Marie Štibicové z Mladé Vožice. Jméno a obchodní značka Stibitz, též Stiebitz, vznikaly poněmčenými zápisy jeho příjmení Štibic v úředních listinách nedbalostí německy mluvících úředníků v dvojjazyčném česko-německém období Českých Budějovic prvních dekád 20. století. I když Němci zde bývali v menšině, měli správu města vždy pod kontrolou.
V letech 1899 až 1903 se vyučil u Ludvíka Ockenfusse, mistra oprav kostelních varhan v Jindřichově Hradci. Poté byl přijat do harmonikové dílny Josefa Hlaváčka v Lounech, když navíc Josef Hlaváček byl i jeho švagrem. Pracoval zde jako ladič harmonik.

## Podnikání
Následně Konstantin firmu Hlaváček i bydliště ve městě Louny opustil a v březnu 1911 byl už ohlášen v „Knihách evidence obyvatel“ Českých Budějovic pod jménem Konstantin Stiebitz na adrese Náměstí Svobody č. 17.
V té době byl již Konstantin ženatý, oženil se 7. 2. 1910 s Marií Sobolíkovou. Marie do manželství přinesla věnem „šest tisíc zlatých“. To pomohlo Stibitzovi postavit se na vlastní nohy a v místě nového bydliště začal provozovat svou první obchodní živnost „Hudební nástroje“.
V listopadu 1913 zahájil oficiální výrobu harmonik získáním živnostenského povolení „Varhanářství, výroba harmonik a ladění pián“.
Změnu působiště přinesl rok 1927. V listu „Republikán“ z roku 1927 otiskl inzerent K. Stiebitz  zprávu o přesídlení firmy z náměstí Svobody do vlastního domu v ulici Široká č. 5 k 1. srpnu 1927. Následné roky byly pro firmu obdobím největšího rozmachu. Částečný útlum za 2. sv. války byl způsoben především nedostatkem některých materiálů.
Po válce Konstantin definitivně přešel na rodné příjmení Štibic i pro název své firmy.
Ještě 13. 1. 1948 bylo na „Bytovém seznamu“ českobudějovického berního úřadu uvedeno Štibicovo povolání „Samostatný živnostník, výroba harmonik“.

## Zánik firmy a úmrtí
Od dubna 1948 byl s podnikáním konec. Krajský soud v Č. Budějovicích „ve smyslu §2 zákona ze dne 3. února 1948 čís. 22/48 Sb.“ vymazal dne 20. 4. 1948 firmu „K. ŠTIBIC, výroba a prodej harmonik“ z obchodního rejstříku.
Živnost v původních prostorách a s veškerým vybavením přešla jako opravna harmonik do „Komunálního podniku“, v letech 1950 až 1954 přeorganizovaného na „Sdružený komunální podnik JNV“ a od roku 1954 na „Průmyslový kombinát města České Budějovice“. K. Štibic se v začátcích opravny stal jediným zaměstnancem. Jeho dům byl zkonfiskován, zde byl spolu se svou manželkou vystěhován z bytu do malé místnosti a dožili tu v nuzných podmínkách. Konstantin Štibic zemřel dne 2. 2. 1964. Rozloučení s ním se konalo 6. 2. 1964 v krematoriu v Českých Budějovicích.